# Paidia major
Paidia major là một loài bướm đêm thuộc phân họ Arctiinae, họ Erebidae.